# LST-689 노적봉
LST-689 노적봉(露積峯)는 대한민국 해군의 4번째 천왕봉급 상륙함이다.

## 이름의 유래
이 전함의 이름인 노적봉는 대한민국 전라남도 목포시에 위치한 노적봉에서 따온 것이다.

## 진수식
2017년 11월 2일 울산광역시 현대중공업 본사에서 진수식을 가졌다.